# Sticta latifrons
Sticta latifrons är en lavart som beskrevs av A. Rich. Sticta latifrons ingår i släktet Sticta och familjen Lobariaceae.   Inga underarter finns listade i Catalogue of Life.